# Читкан (Бурятия)

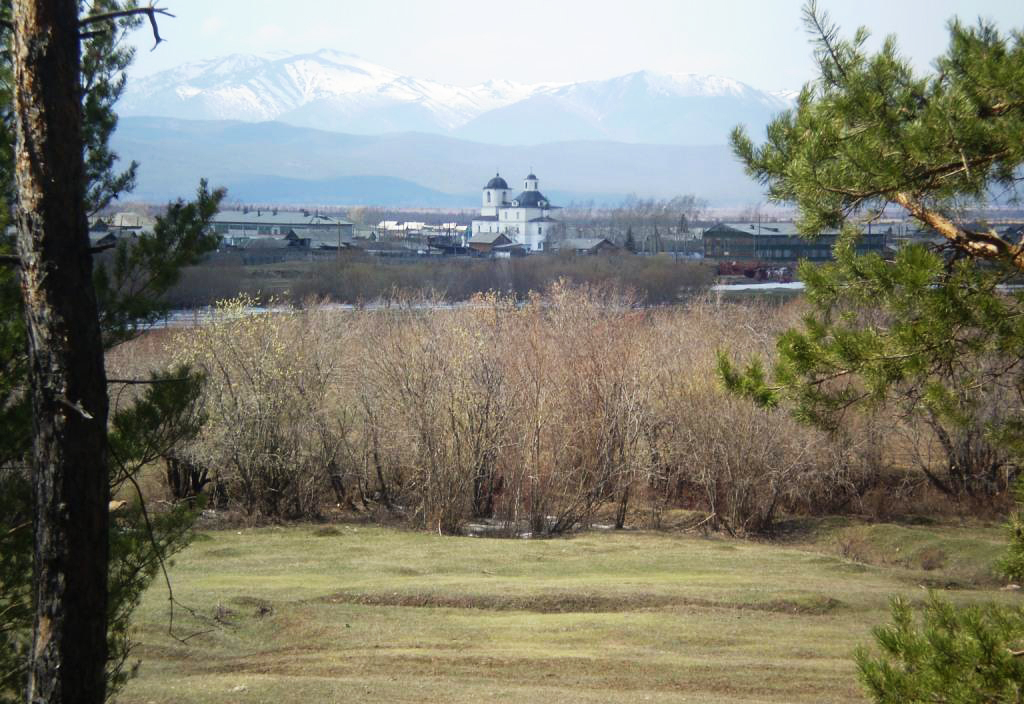
Село Читкан

Читка́н (бур. Шидхан) — село в Баргузинском районе Бурятии. Административный центр сельского поселения «Читканское».

## География
Расположено на реке Читкан (впадает в протоку Кокуйскую реки Баргузин), в 32 км юго-восточнее районного центра, села Баргузин.

## Климат
Климат схож с температурной картой районного центра Баргузин. Однако обычно всё же наблюдается незначительная разница температур (1—3 °С). Также, как правило, в зимний период в Читкане выпадает меньшее количество осадков, в связи с чем, многие плодово-ягодные культуры, произрастающие в селе Баргузин, не способны перезимовать в селе Читкан. 
| Климат Баргузина                            | Климат Баргузина | Климат Баргузина | Климат Баргузина | Климат Баргузина | Климат Баргузина | Климат Баргузина | Климат Баргузина | Климат Баргузина | Климат Баргузина | Климат Баргузина | Климат Баргузина | Климат Баргузина | Климат Баргузина |
| Показатель                                  | Янв.             | Фев.             | Март             | Апр.             | Май              | Июнь             | Июль             | Авг.             | Сен.             | Окт.             | Нояб.            | Дек.             | Год              |
| Абсолютный максимум, °C                     | 2,3              | 5,6              | 12,9             | 22,1             | 34,6             | 35,2             | 36,8             | 36,8             | 27,3             | 20,5             | 13,8             | 5,0              | 36,8             |
| Средний максимум, °C                        | −22,7            | −17,7            | −5               | 5,7              | 14,8             | 22,7             | 24,8             | 21,9             | 14,5             | 4,7              | −7,9             | −17,4            | 3,7              |
| Средняя температура, °C                     | −27,7            | −23,8            | −11,9            | −0,2             | 8,0              | 15,3             | 18,3             | 15,8             | 8,4              | −0,5             | −12,6            | −22,2            | −2,6             |
| Средний минимум, °C                         | −32,8            | −29,8            | −18,8            | −5,9             | 1,1              | 8,1              | 12,3             | 10,3             | 3,2              | −5,1             | −17,7            | −27,9            | −8,4             |
| Абсолютный минимум, °C                      | −50,2            | −48,9            | −41,5            | −29,2            | −12,3            | −3               | 2,1              | −1,6             | −10,3            | −29,3            | −42,6            | −45,5            | −50,2            |
| Норма осадков, мм                           | 12,4             | 5,6              | 4                | 9                | 14               | 34,2             | 72,5             | 63,2             | 37,8             | 19,5             | 28,5             | 27,9             | 328,6            |
| ------------------------------------------- | ---------------- | ---------------- | ---------------- | ---------------- | ---------------- | ---------------- | ---------------- | ---------------- | ---------------- | ---------------- | ---------------- | ---------------- | ---------------- |
| Источник: «Thermo Karelia.Ru» World Climate |                  |                  |                  |                  |                  |                  |                  |                  |                  |                  |                  |                  |                  |

## Население
| 2002 | 2010 | 2012  | 2013  | 2014  | 2015 | 2016 |
| ---- | ---- | ----- | ----- | ----- | ---- | ---- |
| 979  | ↘837 | ↗1036 | ↘1012 | ↘1000 | ↘986 | ↘967 |
| 2017 | 2018 | 2019  | 2020  | 2021  | 2023 | 2024 |
| ↘957 | ↘928 | ↘919  | ↘909  | ↘804  | ↘790 | ↘765 |

## Инфраструктура
Администрация сельского поселения, средняя общеобразовательная школа, детский сад, Дом культуры, библиотека, фельдшерско-акушерский пункт, Баргузинский психоневрологический дом-интернат, почтовое отделение, универсальные магазины, лесничество.

## Экономика
Заготовка и переработка древесины, крестьянско-фермерские хозяйства.

## Религия

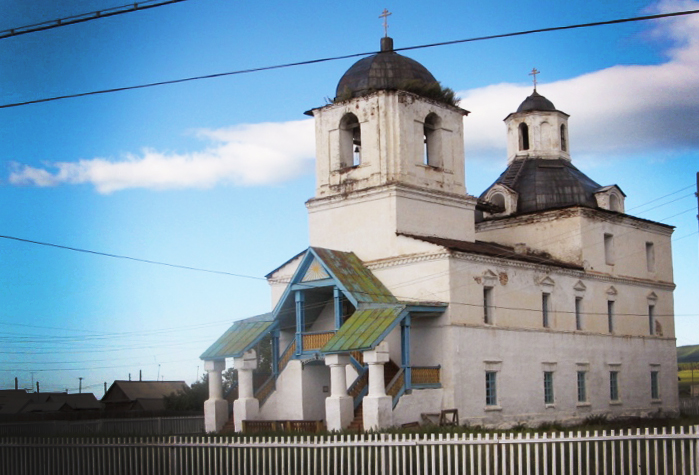
Церковь Рождества Христова

В селе действует православный храм во имя Рождества Христова. Каменная церковь в стиле классицизма возведена в 1829—1839 годах. В 1858 году освящён второй придел во имя апостолов Петра и Павла. В 1868 году открыто приходское попечительство. Храм был закрыт в 1930-х, отреставрирован в 1990-х годах. 
В 2002 году зарегистрирован Христорождественский приход Бурятского благочиния Читинской епархии. При храме действуют воскресная школа и библиотека. С 2015 года приход храма относится к Баргузинскому благочинию Северобайкальской епархии Бурятской митрополии.